# Malinowo (Górowo Iławeckie)
Pour les articles homonymes, voir Malinowo.
Malinowo est un village polonais de la voïvodie de Varmie-Mazurie, dans le powiat de Bartoszyce.